# La Ferté-Saint-Samson
La Ferté-Saint-Samson és un municipi francès situat al departament del Sena Marítim i a la regió de Normandia. L'any 2007 tenia 426 habitants.

## Demografia

### Població
El 2007 la població de fet de La Ferté-Saint-Samson era de 426 persones. Hi havia 168 famílies de les quals 36 eren unipersonals (16 homes vivint sols i 20 dones vivint soles), 66 parelles sense fills, 62 parelles amb fills i 4 famílies monoparentals amb fills.
La població ha evolucionat segons el següent gràfic:
Habitants censats

### Habitatges
El 2007 hi havia 198 habitatges, 167 eren l'habitatge principal de la família, 24 eren segones residències i 7 estaven desocupats. 194 eren cases i 2 eren apartaments. Dels 167 habitatges principals, 134 estaven ocupats pels seus propietaris, 32 estaven llogats i ocupats pels llogaters i 1 estava cedit a títol gratuït; 1 tenia una cambra, 7 en tenien dues, 32 en tenien tres, 45 en tenien quatre i 82 en tenien cinc o més. 125 habitatges disposaven pel capbaix d'una plaça de pàrquing. A 72 habitatges hi havia un automòbil i a 86 n'hi havia dos o més.

### Piràmide de població
La piràmide de població per edats i sexe el 2009 era:
| Homes | Edats   | Dones |
| ----- | ------- | ----- |
| 0     | 95 o +  | 0     |
| 0     | 90 a 94 | 0     |
| 0     | 85 a 89 | 0     |
| 8     | 80 a 84 | 4     |
| 8     | 75 a 79 | 8     |
| 8     | 70 a 74 | 8     |
| 12    | 65 a 69 | 12    |
| 4     | 60 a 64 | 4     |
| 4     | 55 a 59 | 8     |
| 12    | 50 a 54 | 12    |
| 28    | 45 a 49 | 16    |
| 16    | 40 a 44 | 8     |
| 8     | 35 a 39 | 8     |
| 8     | 30 a 34 | 12    |
| 4     | 25 a 29 | 4     |
| 28    | 20 a 24 | 0     |
| 24    | 15 a 19 | 8     |
| 12    | 10 a 14 | 8     |
| 0     | 5 a 9   | 8     |
| 0     | 0 a 4   | 16    |

## Economia
El 2007 la població en edat de treballar era de 281 persones, 211 eren actives i 70 eren inactives. De les 211 persones actives 195 estaven ocupades (114 homes i 81 dones) i 16 estaven aturades (11 homes i 5 dones). De les 70 persones inactives 31 estaven jubilades, 20 estaven estudiant i 19 estaven classificades com a «altres inactius».

### Ingressos
El 2009 a La Ferté-Saint-Samson hi havia 169 unitats fiscals que integraven 429 persones, la mediana anual d'ingressos fiscals per persona era de 17.421 €.

### Activitats econòmiques
Dels 13 establiments que hi havia el 2007, 5 eren d'empreses de construcció, 2 d'empreses de comerç i reparació d'automòbils, 1 d'una empresa d'hostatgeria i restauració, 3 d'empreses de serveis, 1 d'una entitat de l'administració pública i 1 d'una empresa classificada com a «altres activitats de serveis».
Dels 5 establiments de servei als particulars que hi havia el 2009, 1 era una fusteria, 1 lampisteria, 1 electricista, 1 empresa de construcció i 1 perruqueria.
L'únic establiment comercial que hi havia el 2009 era una botiga de mobles.
L'any 2000 a La Ferté-Saint-Samson hi havia 23 explotacions agrícoles que ocupaven un total de 855 hectàrees.

## Poblacions més properes
El següent diagrama mostra les poblacions més properes.